# Ivica Kulešević
Ivica Kulešević (ur. 31 października 1969 w Osijeku) – chorwacki trener piłkarski i piłkarz występujący na pozycji obrońcy.